# Іларіон (Алфеєв)
Митрополит Іларіо́н, Григорій Валерійович Алфеєв (рос. Григорий Валерьевич Дашевский, Григо́рий Вале́риевич Алфе́ев, митрополи́т Иларио́н; *24 липня 1966, Москва) — єпископ РПЦ, з 7 травня 2003 року єпископ Віденський і Австрійський, представник Московського Патріархату при європейських міжнародних організаціях у Брюсселі. З 31 березня 2009 року єпископ Волоколамський, голова Відділу зовнішніх церковних зв'язків Московського патріархату (з 1 лютого 2010 року — митрополит). Богослов, патролог, церковний історик, композитор. Автор монографій, присвячених життю та вченням отців Церкви, перекладів з грецької та сирійської мов, праць з Догматичного богослов'я, численних публікацій в періодичній пресі. Автор музичних творів камерного та ораторіального жанру.
7 червня 2022 синод РПЦ звільнив Алфеєва з посту глави ВЗЦЗ МП, призначивши його митрополитом Будапештським і Угорським.
Батько — Валерій Григорович Дашевський, мати — Валерія Анатоліївна Алфеєва.
За даними credo.press, він є одним із кандидатів на пост глави Православної Церкви Америки.

## Життєпис
2018 року виступав проти надання автокефалії ПЦУ в Україні і заявив, що «на УПЦ МП нападають… демони для того, щоб відторгнути її від церковної єдності».
На початку 2020 року в інтерв'ю розповів про ідею РПЦ організувати реабілітаційні центри для дітей постраждалих від війни у Сирії.
Власник дорогих апартаментів у Іспанії площею 235 м2, ціна станом на 2011 рік склалада 950 000 євро.
2020 року назвав Леніна зрадником, якого треба судити і поховати.
25 листопада 2020 року після визнання Кіпрською православною Церквою ПЦУ заявив що «процес розколу світового православ'я триває» і звинуватив у всьому Вселенського патріарха Варфоломія.
У травні 2021 року глава Відділу зовнішніх церковних зв'язків Московського патріархату митрополит Іларіон порівняв очолювану ним структуру із прикордонною службою і назвав однією із основних задач захищати кордони Московської Церкви в Україні, які за його словами, порушив Вселенський патріархат, коли надав Томос про автокефалію ПЦУ. «Діяльність ВЗЦЗ можна порівняти зі служінням прикордонників: ми покликані охороняти зовнішні рубежі нашої Церкви. Найважчим викликом […] стали антиканонічні дії Константинопольського Патріарха, який своїм визнанням розкольників в Україні […] зруйнував відносини з Московським Патріархатом […]», — сказав митрополит РПЦ Іларіон (Алфеєв).
7 червня 2022 Синод РПЦ звільнив Алфеєва з посту глави Відділу Зовнішніх церковних зв'язків РПЦ і направив його на Будапештсько-Угорську кафедру.

## Критика
У вересні 2019 його розкритикував митрополит Нігерійський Олександр (Янніріс): "Нехай ліпше… російський архієрей усвідомить, що в нього немає взагалі жодного права шельмувати, виправляти, роздавати поради, а ще ж «погрожувати» ескалацією кризи архієреям інших (географічних) широт. Одне слово, що заманулося сказати …поетові?? Що буде перервано спілкування з тією Церквою, яка, бачте, посміла розійтися з поглядом Російської Церкви у питанні України???  А чи не зникає з її уваги той факт, що будь-яка така дія виявиться бумерангом для Російської Церкви, ба більше, що цими діями вона ще й сама опиниться у цілковитій ізоляції. Нехай буде відомо преосвященнішому братові, що Африка, Олександрійський Патріархат не стане і ми ніколи не дозволимо йому стати протекторатом Російської Церкви. І нехай буде відомо братові, що ні Блаженніший, ні архієреї Трону не стануть  підданими у васальній залежності…."Ти завдав нам рани, ти і вилікуй її, Волоколамський митрополите!…Вимагаємо негайного публічного вибачення з Вашого боку перед нашим Предстоятелем і його синодом за цю Вашу недоречність. Іншого вибору у Вас немає…".
«Ця сама недоречність (безглуздя) преосвященнішого Іларіона повинна подіяти на багатьох із нас, як пробудження, не лише за нашу позицію в питанні з українською автокефалією, але й для того, щоб ми постійно протидіяли дедалі загрозливішому й „агресивнішому“ російському церковному імперіалізмові і його неканонічному втручанню в інші юрисдикції з потоптанням православної екклезіології…» — додав він.

## Санкції
Здійснює пропаганду збройної агресії проти України та використання транснаціональної корупції для впливу на іноземні уряди, розпалює ворожнечу та нетерпимість між РПЦ та ПЦУ

## Нагороди
- Лауреат Макаріївської премії.
- Орден «За заслуги» III ст. (Україна, 27 липня 2013) — за значний особистий внесок у розвиток духовності, багаторічну плідну церковну діяльність та з нагоди відзначення в Україні 1025-річчя хрещення Київської Русі[18]
- Орден Заслуг (Угорщина)
- Орден Дружби (Російська Федерація)

## Музичні твори
Слід зазначити, що дуже часто роботи Іларіона містять явні цитати з класики (Бах, Гендель, Сен-Санс та ін.)
- «Літургія» для змішаного хору (2006)
- «Всенічне бденіє» для солістів та змішаного хору (2006)
- «Cтрасті за Матвієм» для солістів, хору та оркестру (2006)
- «Різдвяна ораторія» для солістів, хору хлопчиків, змішаного хору та симфонічного оркестру (2007)
- «Memento» для симфонічного оркестру (2007)
- «Песнь сходження». Симфонія для хору та оркестру (2008)

## Праці
- Таинство веры. Введение в православное догматическое богословие. М.-Клин: Изд-во Братства Святителя Тихона, 1996. Издание второе — Клин: Фонд «Христианская жизнь», 2000. Издание третье — Клин: Фонд «Христианская жизнь», 2004. Издание четвёртое — Клин: Фонд «Христианская жизнь», 2005. Издание пятое — Санкт-Петербург: Библиополис, 2007.
- Отцы и учители Церкви III века. Антология. Т. 1-2. М.: Круглый стол по религиозному образованию и диаконии, 1996.
- Жизнь и учение св. Григория Богослова. М.: Изд-во Крутицкого патриаршего подворья, 1998. Издание второе — СПб.: Алетейя, 2001. Издание третье — М.: Сретенский монастырь, 2007.
- Духовный мир преподобного Исаака Сирина. М.: Изд-во Крутицкого патриаршего подворья, 1998. Издание второе — СПб.: Алетейя, 2001. Издание третье — СПб.: Алетейя, 2005.
- Преподобный Симеон Новый Богослов и православное Предание. М.: Изд-во Крутицкого патриаршего подворья, 1998. Издание второе — СПб.: Алетейя, 2001. Издание третье — СПб.: Издательство Олега Абышко, 2008.
- Преподобный Исаак Сирин. О божественных тайнах и о духовной жизни. Новооткрытые тексты. Перевод с сирийского. М.: Изд-во «Зачатьевский монастырь», 1998. Издание второе — СПб.: Алетейя, 2003. Издание третье — СПб.: Издательство Олега Абышко, 2006.
- Преподобный Симеон Новый Богослов. Главы богословские, умозрительные и практические. Перевод с греческого. М.: Изд-во «Зачатьевский монастырь», 1998.
- Восточные Отцы и учители Церкви IV века. Антология. Т. 1-3. М.: Круглый стол по религиозному образованию и диаконии, 1998—1999.
- Ночь прошла, а день приблизился. Проповеди и беседы. М.: Изд-во Крутицкого патриаршего подворья, 1999.
- Православное богословие на рубеже эпох. Статьи, доклады. М.: Изд-во Крутицкого патриаршего подворья, 1999. Издание второе, дополненное — Киев: Дух і літера, 2002.
- Преподобный Симеон Новый Богослов. «Прииди, Свет истинный». Избранные гимны в стихотворном переводе с греческого. СПб.: Алетейя, 2000. Издание второе — СПб.: Издательство Олега Абышко, 2008.
- Восточные Отцы и учители Церкви V века. Антология. М.: Круглый стол по религиозному образованию и диаконии, 2000.
- Христос — Победитель ада. Тема сошествия во ад в восточно-христианской традиции. СПб.: Алетейя, 2001. Издание второе — СПб.: Алетейя, 2005.
- О молитве. Клин: Фонд «Христианская жизнь», 2001. Издание второе — Клин: Фонд «Христианская жизнь», 2004.
- Вы — свет мира. Беседы о христианской жизни. Клин: Фонд «Христианская жизнь», 2001. Издание второе — Клин: Фонд «Христианская жизнь», 2004.
- Человеческий лик Бога. Проповеди. Клин: Фонд «Христианская жизнь», 2001.
- Преподобный Симеон Новый Богослов. Преподобный Никита Стифат. Аскетические произведения в новых переводах. Клин: Фонд «Христианская жизнь», 2001. Издание 2-е — СПб.: Издательство Олега Абышко, 2006.
- Священная тайна Церкви. Введение в историю и проблематику имяславских споров. В двух томах. СПб.: Алетейя, 2002. Издание второе — СПб.: Издательство Олега Абышко, 2007.
- Во что верят православные христиане. Катехизические беседы. Клин: Фонд «Христианская жизнь», 2004.
- Православное свидетельство в современном мире. СПб: Издательство Олега Абышко, 2006.
- Православие. Том I: История, каноническое устройство и вероучение Православной Церкви. М.: Сретенский монастырь, 2008.

Англійською мовою
- St Symeon the New Theologian and Orthodox Tradition. Oxford: Oxford University Press, 2000.
- The Spiritual World of Isaac the Syrian. Cistercian Studies No 175. Kalamazoo, Michigan: Cistercian Publications, 2000.
- The Mystery of Faith. Introduction to the Teaching and Spirituality of the Orthodox Church. London: Darton, Longman and Todd, 2002.
- Orthodox Witness in a Modern Age. Geneva: WCC Publications, 2006.
- Christ the Conqueror of Hell. The Descent into Hell in Orthodox Tradition. New York: SVS Press (in preparation).

### Французькою мовою
- Le mystère de la foi. Introduction à la théologie dogmatique orthodoxe. Paris: Cerf, 2001.
- L'univers spirituel d'Isaac le Syrien. Bellefontaine, 2001.
- Syméon le Studite. Discours ascétique. Introduction, texte critique et notes par H. Alfeyev. Sources Chrétiennes 460. Paris: Cerf, 2001.
- Le chantre de la lumière. Initiation à la spiritualité de saint Grégoire de Nazianze. Paris: Cerf, 2006.
- Le Nom grand et glorieux. La vénération du Nom de Dieu et la prière de Jésus dans la tradition orthodoxe. Paris: Cerf, 2007.
- Le mystère sacré de l'Eglise. Introduction à l'histoire et à la problématique des débats athonites sur la vénération du Nom de Dieu. Fribourg: Academic Press, 2007.

Італійською мовою
- La gloria del Nome. L'opera dello schimonaco Ilarion e la controversia athonita sul Nome di Dio all'inizio dell XX secolo. Edizioni Qiqajon. Bose, Magnano, 2002.
- La forza dell'amore. L'universo spirituale di sant'Isacco il Syro. Bose: Qiqajon, 2003.
- Cristo Vincitore degli inferi. Bose: Qiqajon, 2003.

Німецькою мовою
- Geheimnis des Glaubens. Einführung in die orthodoxe dogmatische Theologie. Aus dem Russischen übersetzt von Hermann-Josef Röhrig. Herausgegeben von Barbara Hallensleben und Guido Vergauwen. Universitätsverlag Freiburg Schweiz, 2003. 2. Ausgabe — Fribourg: Academic Press, 2005.

Грецькою мовою
- O agios Isaak o Syros. O pneumatikos tou kosmos. Athina: Akritas, 2005.

Сербською мовою
- Тајна вере: увод у православно догматско богословље. Превод са руског Ђорђе Лазаревић; редактор превода Ксенија Кончаревић. Краљево: Епархијски управни одбор Епархије жичке, 2005.

Фінською мовою
- Uskon mysteeri. Johdatus ortodoksineen dogmatiseen teologiaan. Ortodoksisen kirjallisuuden Julkaisuneuvosto. Jyväskylä, 2002.

Угорською мовою
- A hit titka. Bevezetés az Ortodox Egyház teológiájába és lelkiségébe. Magyar Ortodox Egyházmegye, 2005.

Польською мовою
- Tajemnica wiary. Wprowadzenie do prawosławnej teologii dogmatycznej. Warszawska Metropolia Prawosławna (w przygotowaniu).

Румунською мовою
- Hristos, biruitorul iadului. Coborarea la iad din perspectiva teologica. Bucureşti: Editura Sophia, 2008.

Японською мовою
- Sinkō no kimitsu. Nikolai Takamatsu yaku. Tōkyō Fukkatsu dai Seidō, 2004.